# Hollenberg (Engelskirchen)
Hollenberg ist eine Ortschaft in Engelskirchen im Oberbergischen Kreis im Regierungsbezirk Köln in Nordrhein-Westfalen in Deutschland.

## Lage und Beschreibung
Das Dorf liegt etwa 8,7 Kilometer von Engelskirchen entfernt. Es ist zu erreichen über die Autobahn A4 Köln-Olpe, Ausfahrt Engelskirchen.

## Geschichte

### Erstnennung
Der Ort op Hollenberch mit zehn Einwohnern wurde um 1535 das erste Mal in einer Steuerliste für das Kirchspiel Ründeroth urkundlich erwähnt.

## Freizeit

### Wandern und Radwege
Vom Wanderparkplatz Oberhollenberg des Sauerländischen Gebirgsvereins (SGV) werden mehrere Wanderwege erschlossen:
- A7 (3,6 km) – A8 (4,1 km) – A9 (4,7 km)